# Claire de Charnacé
Pour les articles homonymes, voir Charnacé.
Claire Christine d'Agoult, épouse de Girard de Charnacé (Paris, 10 août 1830 - Versailles, 3 juillet 1912) est une écrivain et journaliste française.

## Biographie
Elle est la fille de Charles Louis Constant d'Agoult (1790-1875) et de Marie d'Agoult (1806-1876, en littérature Daniel Stern). Elle se marie à Paris le 28 mai 1849 à Guy de Charnacé qui était devenu un habitué du salon littéraire après avoir rencontré Honoré de Balzac à Dresde dans le salon de la comtesse Hanska. D'après Charles Dupêchez, le mariage de Claire d'Agoult et Guy de Charnacé date du 28 mai 1849 (mariage civil à la mairie du Ie arrondissement ancien de Paris) et le 29 a lieu le mariage religieux à l'église de l'Assomption à Paris.
Elle collabore à plusieurs journaux et revues comme la Revue de Paris de 1856 à 1857, la Revue française, à la Revue Germanique créée par Auguste Nefftzer et Charles Dollfus. Elle y donne à partir de 1858 plusieurs traductions et articles originaux. Elle participe aussi à la Revue européenne, à La Presse de 1836 à 1862, au Temps à partir de 1861, à la Gazette des Beaux-Arts et à la Revue de philosophie positive.
Richard Wagner épousera Cosima, demi-sœur de Claire d'Agoult.
Claire d'Agoult est inhumée au cimetière de Montmartre, 13e division, avenue de Montmorency, tombe où reposent aussi son père, le Comte Charles-Louis-Constance d'Agoult (1790-1875), son oncle, Charles-Henri de Girard de Charnacé, (1816-1898), maire d'Auvers-le-Hamon et sa sœur Louise-Marie-Thérèse d'Agoult, (1828-1834), 

## Œuvres
- Du Rôle de l'anthropomorphisme dans l'art religieux, par C. de Sault (Mme de Charnacé), Paris, 1862, In-8°, 25 p., Extrait de la Revue germanique et française
- Essais de critique d'art. Salon de 1863 par C., de Sault, Paris : [s.n.], 1864 ;
- Un adieu, Alençon, imprimerie de Guy, 1896. In-16, 171 p.